# Mary Cambridge
Mary Cambridge (12 de junio de 1897 - † 23 de junio de 1987) hija del 1.er marqués de Cambridge y Lady Margaret Grosvenor.
Nació en White Lodge, Richmond Park. Fue bautizada con el nombre de Mary von Teck y, en 1917, su nombre fue legalmente anglicanizado a Mary Cambridge, cuando su padre renunció a todos sus títulos alemanes.
Fue dama de honor, como Lady Mary Cambridge, en la boda de su primo paterno el príncipe Alberto, duque de York y Lady Elizabeth Bowes-Lyon, el 3 de mayo de 1923.
Se casó con el marqués de Worcester, quien después sería el décimo duque de Beaufort, el 14 de junio de 1923 en Londres, y se convirtió en Marquesa de Worcester y después en Duquesa de Beaufort cuando el padre de lord Worcester murió en 1924. No tuvieron descendencia. Durante la Segunda Guerra Mundial acogió a su tía la reina María en su residencia.
Viuda en 1984, murió en 1987, a los 90 años en Badminton House, Gloucestershire.

## Títulos
- Su Alteza Serenísima la Princesa María de Teck.
- Señorita María Cambridge.
- Lady María Cambridge.
- La muy honorable la marquesa de Worcester.
- Su Gracia la duquesa de Beaufort.
- Su Gracia María, duquesa de Beaufort.

- Datos: Q2047363
- Multimedia: Mary Somerset, Duchess of Beaufort (1897–1987) / Q2047363